# ديفيد بريتشارد (لاعب كرة قدم)
ديفيد بريتشارد (بالإنجليزية: David Pritchard)‏ هو لاعب كرة قدم بريطاني في مركز ظهير ‏، ولد في 27 مايو 1972 في ولفرهامبتن في المملكة المتحدة. لعب مع نادي بريستول روفيرز ونادي تلفورد يونايتد ووست بروميتش ألبيون.

## وصلات خارجية
- ديفيد بريتشارد (لاعب كرة قدم) على موقع قاعدة بيانات كرة القدم.إي يو (الإنجليزية)
- ديفيد بريتشارد (لاعب كرة قدم) على موقع Soccerbase.com (لاعب) (الإنجليزية)